# چوبک (جماعت)
چوبک  جماعت و شهرکی در جنوب‌غربی کشور تاجیکستان است که در ناحیهٔ همدانی ولایت ختلان قرار دارد. جمعیت این جماعت ۱۶٬۷۹۱ است.